# Josef Vycpálek
Josef Vycpálek (1. února 1847 Chocerady – 24. listopadu 1922 Chocerady) byl český středoškolský profesor, knihovník, publicista a sběratel lidových písní a tanců, dlouhodobě působící v především Rychnově nad Kněžnou a v Táboře.

## Život
Narodil se v Choceradech poblíž Benešova ve středních Čechách. Po vychození obecné školy byl předurčen pro kněžskou dráhu, roku 1859 tak odešel do Prahy, kde působil jako chrámový zpěvák v Týnském chrámu a kostele sv. Mikuláše. Následně kněžskou dráhu opustil, nastoupil na pražské Akademické gymnázium a poté absolvoval sedm semestrů na Filozofické fakultě Karlo-Ferdinandovy univerzity v Praze, obor čeština a řečtina pro nižší gymnázia.

### Pedagogem
Roku 1873 pak získal funkci profesora češtiny a řečtiny na gymnáziu v Mladé Boleslavi. Zde se zapojil do českého společenského života, mj. byl členem pěveckého spolku Boleslavan. Roku 1876 pak na pozvání Zdeňka Krakovského z Kolovrat začal působit jeho čerstvě zakoupeném panství Rychnov nad Kněžnou, kde působil jako archivář a také učitel češtiny hraběnky Krakovské. I v Rychnově byl mimořádně aktivní ve vlasteneckém spolkovém životě, byl členem, či v mnoha případech spoluzakladatelem, zdejších organizací spolků, mj. Ústřední matice školské, Národní jednotu pošumavskou, Klubu českých turistů, Sokola či ochotnického spolku Tyl. Okolo roku 1877 začal působit na gymnáziu v Rychnově nad Kněžnou, kde posléze dosáhl titulu středoškolského profesora. Rovněž byl úspěšným sběratelem lidových tanců a písní.

### V Táboře
Za svou širokou činnost v českých spolcích byl rakouskými úřady perzekvován nuceným přeložením na gymnázium v Táboře. Ani zde ale ve svých aktivitách neustával: vedl zdejší pěvecký spolek Hlahol, podílel se na vzniku zdejší obecní knihovny, kterou následně vedl. Se svou rodinou obýval neoromantickou vilu Vlasta na okraji táborského Starého Města v Ústecké ulici. Jakožto folklorista specializující se na písně a tance se podílel na vzniku tanečního programu Národopisné výstavě českoslovanské, v Táboře pak inicioval uspořádání lokální krajanské výstavy. Publikoval své texty v řadě českých periodik (Dalibor, Hlas lidu, Národní listy aj.), byl také přispěvatelem Ottova slovníku naučného.

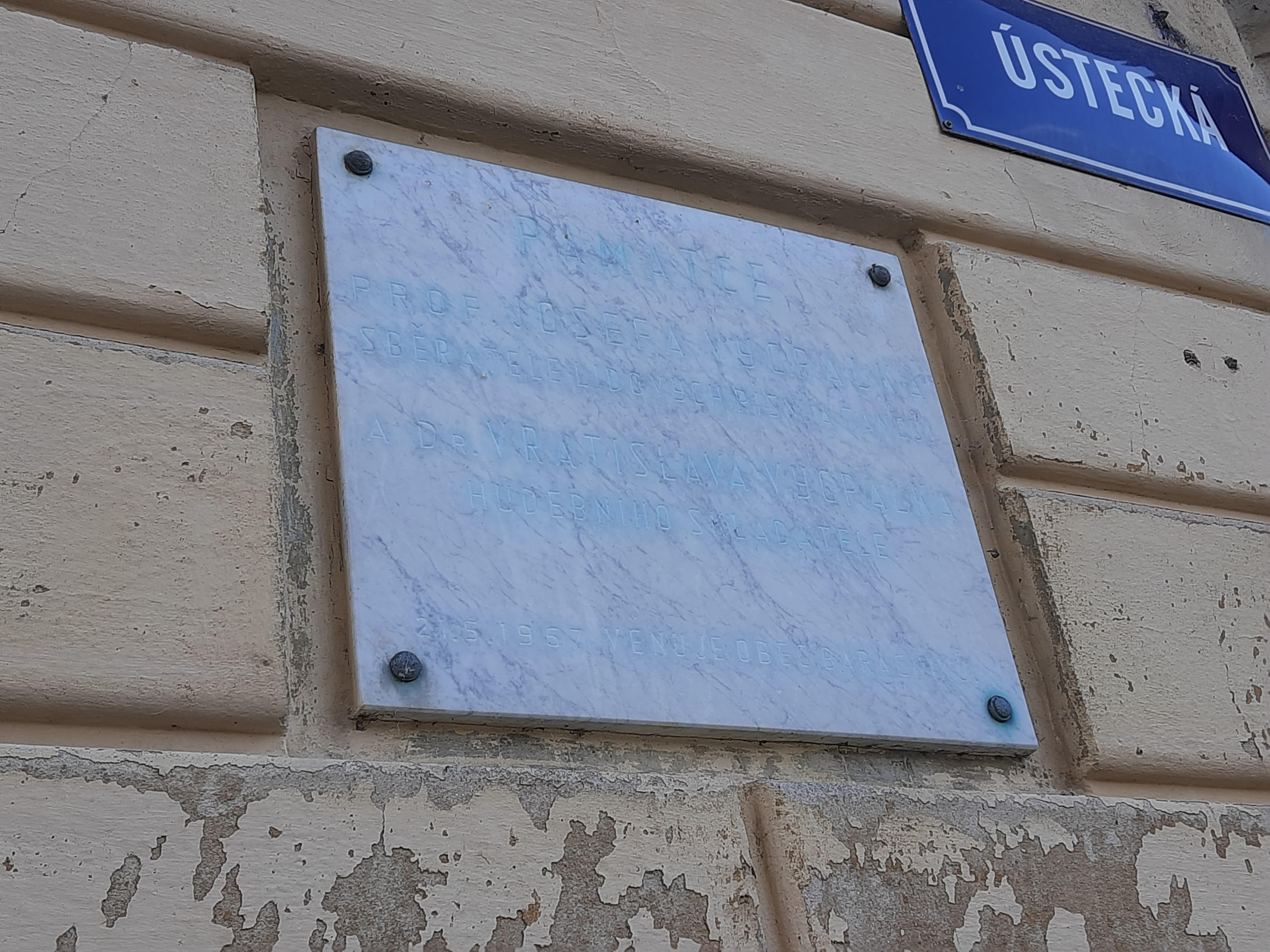
Pamětní deska Josefa a Vratislava Vycpálkových na domě v Ústecké ulici v Táboře

Roku 1908 odešel do penze, definitivně přestal učit roku 1913, během první světové války, tedy v době nedostatku učitelů, ale suploval na gymnáziu v Benešově češtinu a zpěv. Závěr života strávil v rodných Choceradech, kde působil v kostelním pěveckém sboru. Vlastní knihovnu zpřístupnil veřejnosti, dal vzniknout také obecní knihovně, působil ve vzdělávací jednotě Komenský.

### Úmrtí
Josef Vycpálek zemřel 24. listopadu 1922 v Choceradech. Pohřben byl v rodinné hrobce na zdejším hřbitově.

### Rodinný život
Jeho potomci se věnovali hudbě: syn Vratislav se stal hudebním skladatelem, syn Ladislav rovněž skladatelem a též operním pěvcem.
Jeho jméno nese smíšený soubor písní a tanců zvaný Vycpálkovci, vzniklý roku 1950. Rovněž jeho a syna Vratislava připomíná pamětní deska na táborské vile Vlasta z roku 1967.